# 1907 Rudneva
1907 Rudneva (1972 RC2) là một tiểu hành tinh vành đai chính được phát hiện ngày 11 tháng 9 năm 1972 bởi N. Chernykh ở Nauchnyj.